# Fuchskaninchen
Fuchskaninchen sind langhaarige Kaninchenrassen, deren Fell im Gegensatz zu dem der Angorakaninchen dem normalen jahreszeitlichen Haarwechsel unterliegt und die deshalb nicht geschoren werden müssen. Vom Angorakaninchen unterscheiden sie sich darüber hinaus durch die fehlenden Haarbüschel (Behang) an Kopf und Ohren.
Man unterscheidet die Fuchskaninchen, eine mittelgroße Rasse (Gewicht 3 – 4 kg), und die Fuchszwerge (auch Zwergfuchskaninchen) mit einem Gewicht von 1,1 bis 1,35 kg und der typischen Körperform der Hermelinkaninchen und Farbenzwerge. Sowohl die Fuchskaninchen als auch die Fuchszwerge werden in verschiedenen Farbenschlägen gezüchtet.
Nachdem man zeitweise davon ausging, dass das Fuchskaninchen einen anderen Erbfaktor für die Ausbildung des Langhaars besitzt als das Angorakaninchen (als fu/FU bezeichnet), geht man heute davon aus, dass Angora- und Fuchskaninchen den gleichen Langhaarfaktor (v/V bzw. l/L) besitzen, der durch modifizierende Gene die jeweils rassetypische Ausprägung erfährt. Angora- und Fuchskaninchen ergeben, untereinander verpaart eine langhaarige F1-Generation, bei unterschiedlichen Faktoren wäre eine normalhaarige Nachkommenschaft zu erwarten.
Zusammen mit dem Angorakaninchen und dem Jamora bilden das Fuchskaninchen und Fuchszwerge in der Einteilung des Zentralverbandes Deutscher Rasse-Kaninchenzüchter die Abteilung der Langhaarrassen.

## Geschichte der Fuchskaninchen

### Mittelgroße Fuchskaninchen
Fuchskaninchen wurden gemeinsam von Hermann Leifer aus Coburg und Müller aus Zug in der Schweiz unter Verwendung von Angorakaninchen gezüchtet und ab ca. 1920 in Deutschland auf Ausstellungen gezeigt. Das Ziel der Zucht war es, das halblange Blaufuchsfell zu imitieren, was allerdings nicht gelang. Während sich die Züchter in der Schweiz auf den blauen Farbenschlag beschränkten, wurden in Deutschland relativ früh weitere Farbenschläge gezüchtet. Seit 1962 ist die Rasse in Deutschland anerkannt.

Fuchskaninchen
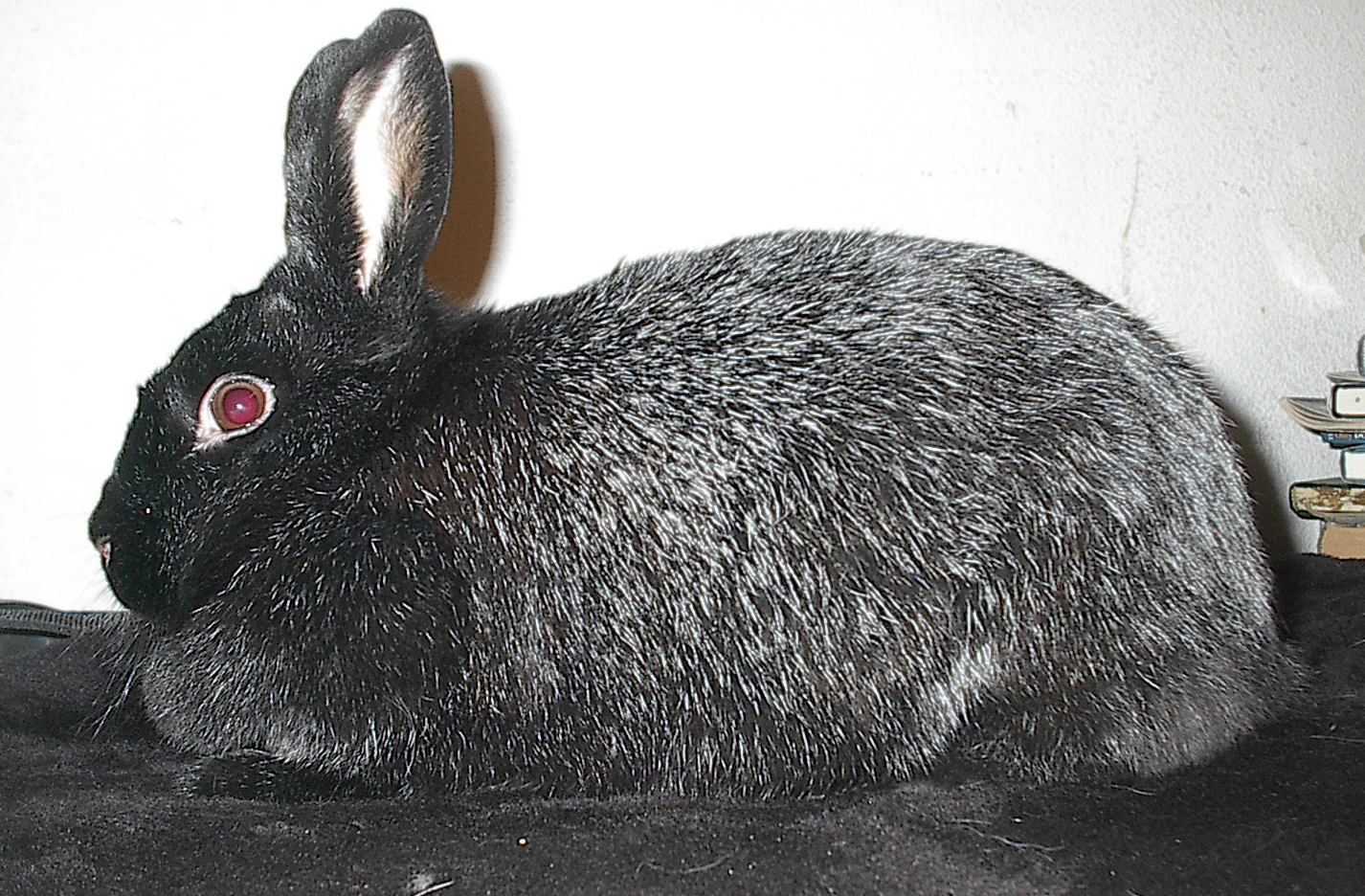
Schwarzsilber
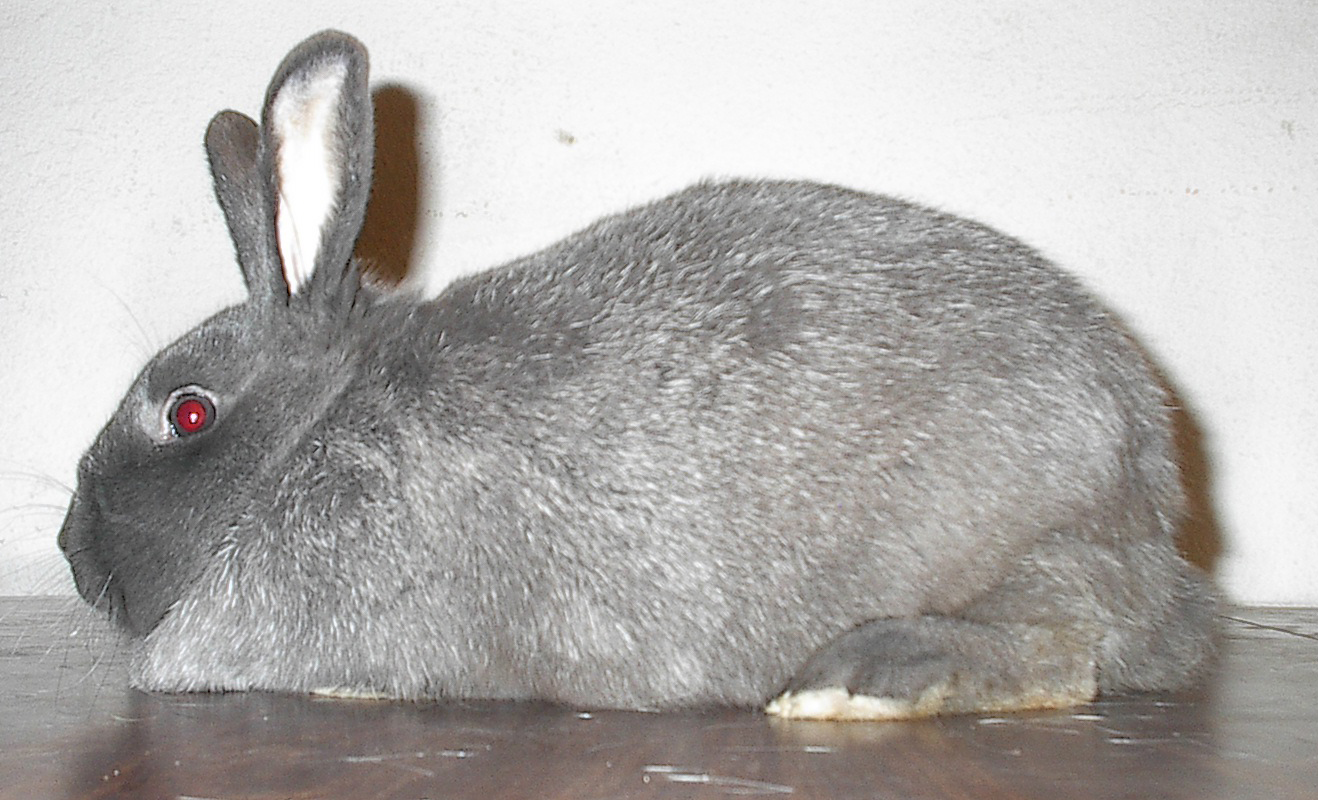
Blausilber
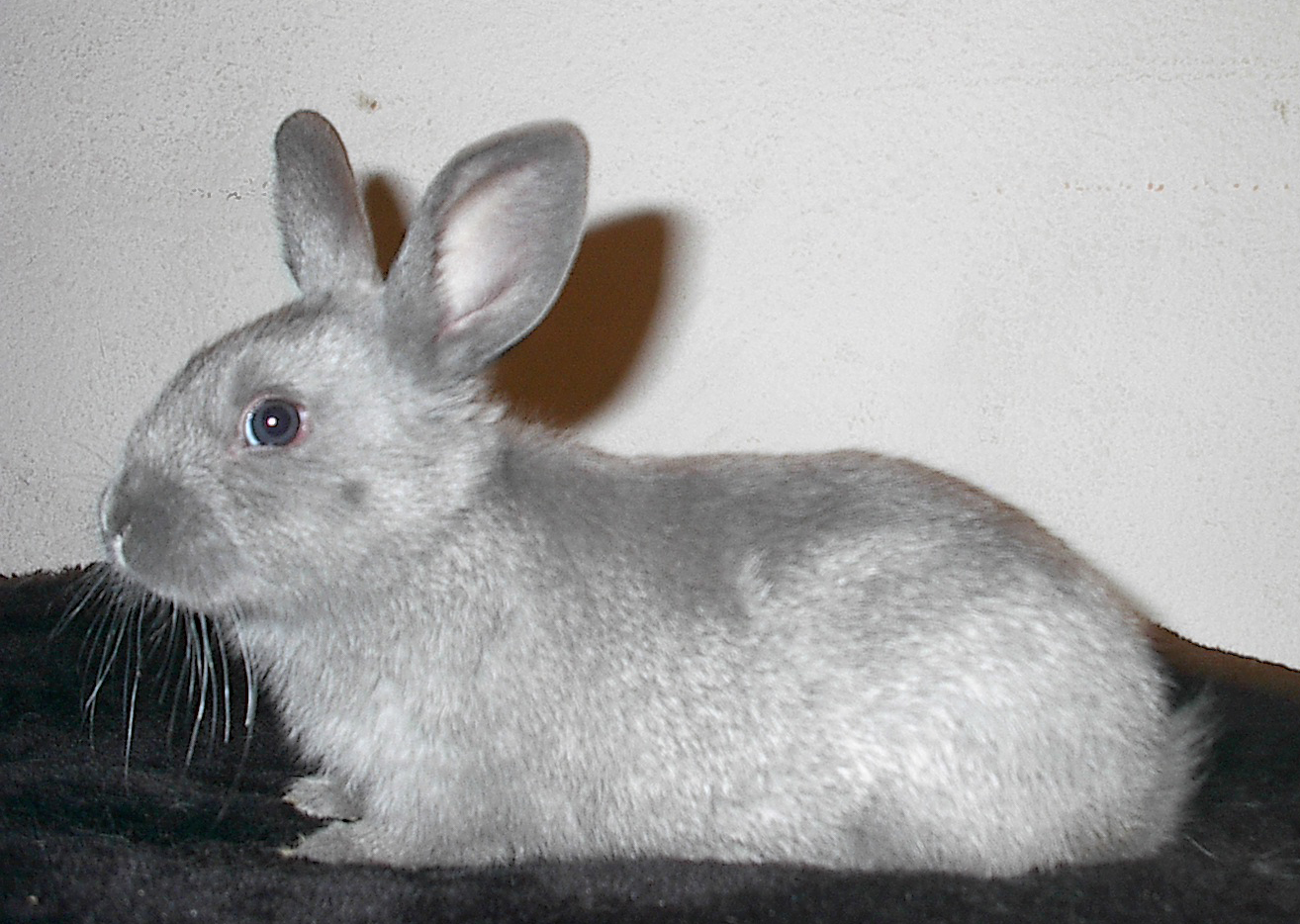
Blausilber Jungtier

### Fuchszwerge
Die Fuchszwerge oder Zwergfuchskaninchen wurden Ende der 1970er Jahre in Deutschland durch Kreuzung von Fuchskaninchen mit Hermelinkaninchen, teilweise auch, in Ermangelung geeigneter Fuchskaninchen, durch Kreuzung von Hermelinkaninchen mit Angorakaninchen. Einer der ersten Züchter dieser Rasse war neben anderen Herbert Richter aus Treuenbrietzen in Brandenburg.
Die Anerkennung als Rasse erfolgte in der DDR 1980 mit den „Bewertungsbestimmungen für Rassekaninchen in sozialistischen Ländern“ in allen auch beim Fuchskaninchen zugelassenen Farbschlägen und 1986 durch den Zentralverband Deutscher Kaninchenzüchter
(Heute Zentralverband Deutscher Rasse-Kaninchenzüchter) in der Bundesrepublik Deutschland. Im Einheitsstandard von 1991 erfolgte die Benennung der Rasse als Fuchszwerge und die Festlegung des Gewichtes auf 1,1 – 1,35 kg.

## Ähnliche Rassen
Weitere Langhaarrassen sind das Angorakaninchen und das Jamora.
Als Fuchskaninchen wurden früher teilweise auch andere Rassen bezeichnet, so wurde das Weißgrannenkaninchen ursprünglich als Silberfuchskaninchen bezeichnet. Im englischen und niederländischen Sprachraum ist diese Doppeldeutigkeit weiter vorhanden, da das Weißgrannenkaninchen dort als Silberfuchs bezeichnet wird. Das Fuchskaninchen wird demgegenüber Schweizer Fuchs (Swiss Fox) oder einfach Fuchskaninchen (Voskonijn) genannt.